# Таида (албум)
за остале употребе погледајте Таида (вишезначна одредница)
Таида је други албум српске металкор групе Хетера. Издат је 2006. године под окриљем One Records. Други албум групе Хетера доноси и промене у звуку и постави групе. Неколико чланова је промењено и додат је још један певач, Радош Ћулибрк. Иако још увек се осети мали Блек метал утицај, овај албум има више модернији метал звук, он садржи Металкор (eng. Metalcore), са индустријал деоницама.

## Списак песама
1. "" – 1:20
2. "" – 4:07
3. "" – 4:12
4. "" – 3:34
5. "" – 4:01
6. "" – 3:07
7. "" – 3:42
8. "" – 3:37
9. "" – 3:48
10. "" – 3:56
11. "" – 3:30
12. "" – 1:14

Музику за све песме написао Марко Лазић.

Осим *, за коју је музику написао Урош Марковић.

## Састав

### Бенд
- Борис Сумрак – вокал
- Радош Ћулибрк – вокал
- Лука Јурашин – гитара
- Марко Лазић – гитара
- Иван Станковић – бас
- Горан Ковачевић – бубњеви

### Сарадници
- Владимир Дједовић – klavijature (gost na albumu)
- Срђан Бранковић – израда омота, снимање, миксовање, продуцирање, соло гитара у песми "Mind Collision"
- Мирослав Бранковић – продуцирање, "clean" гитара у песми "Darkness in the Light"
- Урош Марковић - музика у песми "Never Again"